# منیستی لیک (میشیگان)
منیستی لیک (به انگلیسی: Manistee Lake) یک منطقهٔ مسکونی در ایالات متحده آمریکا است که در میشیگان واقع شده‌است. منیستی لیک ۴۵۶ نفر جمعیت دارد و ۳۶۳٫۹۴ متر بالاتر از سطح دریا واقع شده‌است.